# Alpedrinha
Alpedrinha é uma vila portuguesa sede da Freguesia de Alpedrinha do Município do Fundão, freguesia com 16,19 km² de área e 930 habitantes (censo de 2021), e, portanto, com uma densidade populacional de 57,4 hab./km².
A vila e a freguesia situam-se a sul da Serra da Gardunha, estando a vila a 556 metros de altitude. Devido à sua beleza natural, reclinada numa encosta da serra, e ao seu património monumental é apelidada de "Sintra da Beira".
Foi sede de concelho entre 15 de Maio de 1675 e 1855.. Com a criação do seu concelho, Alpedrinha separou-se do de Castelo Novo. Integrava então apenas Vale de Prazeres de Cortiçada. Apenas 19 anos depois, foi extinto e incluído no Concelho do Fundão. Em 1801, tinha 1703 habitantes. Após 1834, foram-lhe anexadas as freguesias de Atalaia do Campo, Castelo Novo, Lardosa, Orca, Póvoa de Atalaia e Soalheira. Tinha, em 1849, 7318 habitantes.
Foi natural desta freguesia D. Jorge da Costa, o famoso Cardeal de Alpedrinha como era conhecido no Vaticano.
Pertence à rede de Aldeias de Montanha.
Atravessada pela EN 18 e junto à A23, tem carreiras diárias para Castelo Branco, Fundão e Covilhã, e um apeadeiro que integra a Linha da Beira Baixa, localizado a 600 metros da vila.
Possui vários equipamento sociais como, Posto de Correios, Farmácia, Extensão de Saúde, Posto de Combustível, Instituição Bancária, Creche-Jardim de Infância, estabelecimentos de Ensino Pré-escolar e de todos os níveis do ensino básico, Lar de Terceira Idade, Centro de Dia, Posto de GNR, várias associações sem fins lucrativos e Museus.

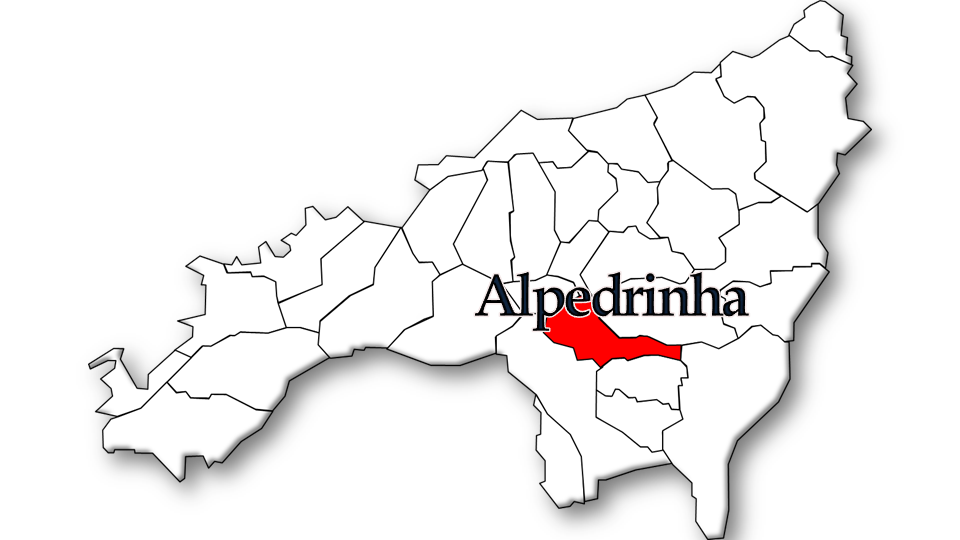
Localização no município do Fundão

## Demografia
A população registada nos censos foi:
| Distribuição da População por Grupos Etários | Distribuição da População por Grupos Etários | Distribuição da População por Grupos Etários | Distribuição da População por Grupos Etários | Distribuição da População por Grupos Etários |
| -------------------------------------------- | -------------------------------------------- | -------------------------------------------- | -------------------------------------------- | -------------------------------------------- |
| Ano                                          | 0-14 Anos                                    | 15-24 Anos                                   | 25-64 Anos                                   | > 65 Anos                                    |
| 2001                                         | 164                                          | 157                                          | 582                                          | 281                                          |
| 2011                                         | 119                                          | 116                                          | 526                                          | 326                                          |
| 2021                                         | 95                                           | 77                                           | 433                                          | 325                                          |

## Freguesia
Para além da vila, a freguesia agrega ainda os seguintes lugares: 
- Monte da Touca
- Quinta Álvaro Mendes
- Quinta Anjo da Guarda
- Quinta da Tapada
- Quinta do Emeli
- Quinta do Loureiro
- Termas da Touca
- Touca

## Património

### Arquitetónico
| Imagem | Património                 | Tipologia  | Localidade | Classificação     | Ano | ID | Coordenadas |
| ------ | -------------------------- | ---------- | ---------- | ----------------- | --- | -- | ----------- |
|        | Chafariz D. João V         | Chafariz   | Alpedrinha | Sem classificação |     |    |             |
|        | Palácio do Picadeiro       | Palácio    | Alpedrinha |                   |     |    |             |
|        | Pelourinho de Alpedrinha   | Pelourinho | Alpedrinha |                   |     |    |             |
|        | Teatro Clube de Alpedrinha | Teatro     | Alpedrinha |                   |     |    |             |

### Religioso
| Imagem | Património              | Tipologia | Localidade | Classificação | Ano | ID | Coordenadas |
| ------ | ----------------------- | --------- | ---------- | ------------- | --- | -- | ----------- |
|        | Capela de São Sebastião | Capela    | Alpedrinha |               |     |    |             |

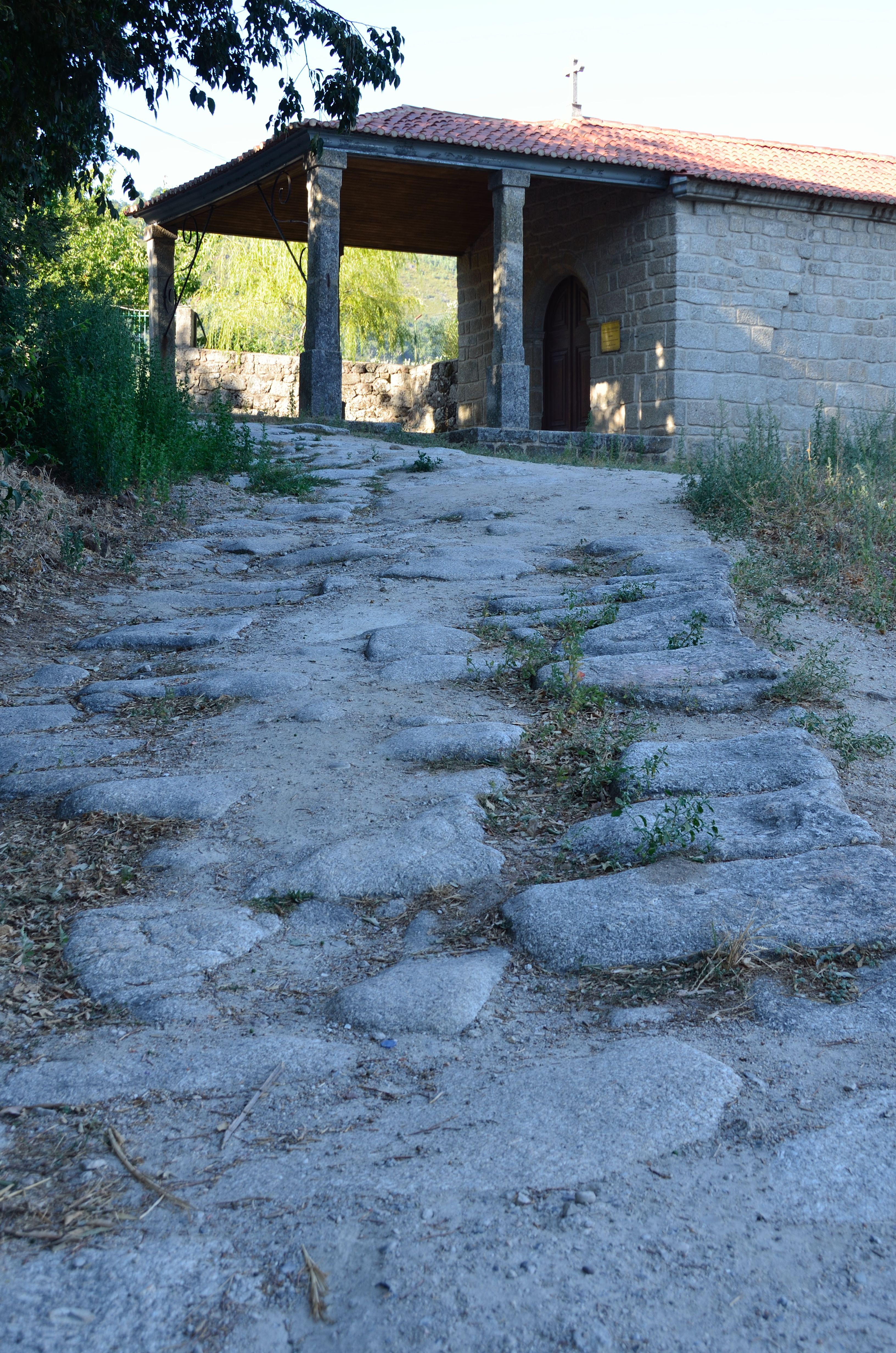
Vias antigas em Alpedrinha

- Vias antigas em Alpedrinha e Castelo Novo
- Capela do Leão e fonte monumental
- Pelourinho de Alpedrinha
- Centro histórico de Alpedrinha
- Museu de Arte Sacra
- Museu Etnográfico da Liga dos Amigos de Alpedrinha
- Museu José Santos Pinto
- Museu da Música/Casa da Família Osório
- Igreja Matriz
- Igreja da Misericórdia - Situa-se no centro da vila e é contígua ao lar da terceira idade da Santa Casa da Misericórdia, que antigamente foi hospital.
- Capelas: São Sebastião; Menino Deus; Espírito Santo; Senhor da Oliveira; Santo António; Santa Maria Madalena; Santa Catarina; Anjo da Guarda.

### Outros
- Fontes: Peles; Carvalho; Tanquinho; Leão; Páteo; Fontainha; Funda; Calvário; Santo António; Meio Alqueire; Fome.
- Chafariz:: Chafariz do Espírito Santo; Chafariz Novo; Chafariz D. João V; Chafariz da Bica; Chafariz Fundeiro/D'El Rei.
- Casas Senhoriais: Casa da Comenda; Palácio do Picadeiro; Casa das Senhoras Mendes ou Solar dos Pancas; Casa do Pátio ou Solar dos Britos; Casa do Barreiro; Casas do Cardeal; Casa da Câmara (antigos Paços do Concelho).

## Educação
A vila de Alpedrinha conta com uma Escola Básica do 1º ciclo, que faz parte do Agrupamento de Escolas Gardunha e Xisto do Fundão, e que antigamente era a sede do Agrupamento de Escolas Eugénio de Andrade, que integrava as escolas básicas das localidades situadas na zona sul do concelho. O ensino pré-escolar está também presente, sendo uma das valências da Santa Casa da Misericórdia de Alpedrinha. Existe ainda o Externato Capitão Santiago de Carvalho, iniciado em 1968, um colégio que lecciona desde o 5º ao 9° ano do ensino básico, e que chegou a ter também ensino secundário. 

## Coletividades
- Associação de Caça "Os Pangalunas"
- Casa do Povo de Alpedrinha, da qual faz parte o Rancho Folclórico de Alpedrinha
- Liga dos Amigos de Alpedrinha
- Grupo de Bombos Zambunbas de Alpedrinha
- Teatro Clube de Alpedrinha

## Personalidades ilustres
- D. Jorge da Costa (1406 - 1508) cardeal e arcebispo
- Celeste Rodrigues (1923 - 2018) fadista

## Gastronomia
- Perdiz de Escabeche
- Cabrito Estonado
- Bacalhau à Assis
- Couves do Lagar
- Bolo de Canela
- Biscoitos de Azeite
- Esquecidos